# Hans Beskow
Hans Beskow, född 12 december 1920 i Lund, död 4 november 2016 i Gävle, var en svensk arkitekt. Han var son till Gunnar Beskow.
Efter studentexamen i Malmö 1939 utexaminerades Beskow från Kungliga Tekniska högskolan 1945. Han var anställd av Backström & Reinius Arkitekter AB i Stockholm 1945–1948, hos Nils Islinger 1949–1951, hos Paul Hedqvist 1952–1955, hos Lennart Tham 1955–1960 och chef för Gävleborgskommunernas arkitektkontor 1961–1964 (som efterträdare till Hans Erik Ljungberg). Han drev därefter egen arkitektverksamhet i Gävle.